# Ла Мадалена (Торино)
Ла Мадалена (итал. La Maddalena) је насеље у Италији у округу Торино, региону Пијемонт.
Према процени из 2011. у насељу је живело 23 становника. Насеље се налази на надморској висини од 477 м.